# Montserrat Tur i Racero
Montserrat Tur i Racero (Barcelona, 27 d'abril de 1968), més coneguda com a Mon Tur, és una advocada i mediadora familiar catalana especialitzada en la mecanismes pacífics i dialogats de resolució de conflictes, la mediació i el dret col·laboratiu.
El 2004 va ser nomenada Secretària de la Família del Departament de Benestar i Família de la Generalitat de Catalunya.
Ha estat impulsora de l'Associació Catalana de Dret Col·laboratiu, entitat que presideix. És autora dels llibres Divorcis amb amor. Com encarar amb consciència una ruptura de parella (Rosa dels vents, 2022) i Amor, hem de parlar. Com sobreviure als conflictes de parella i aconseguir una relació sana i feliç (Penguin, 2024).